# Altenfelden
Altenfelden es una localidad del distrito de Rohrbach, en el estado de Alta Austria, Austria, con una población estimada a principio del año 2018 de 2219 habitantes. 
Se encuentra ubicada al norte del estado, cerca de la frontera con Alemania y República Checa, y a poca distancia al norte del río Danubio.